# モスクワのこだま

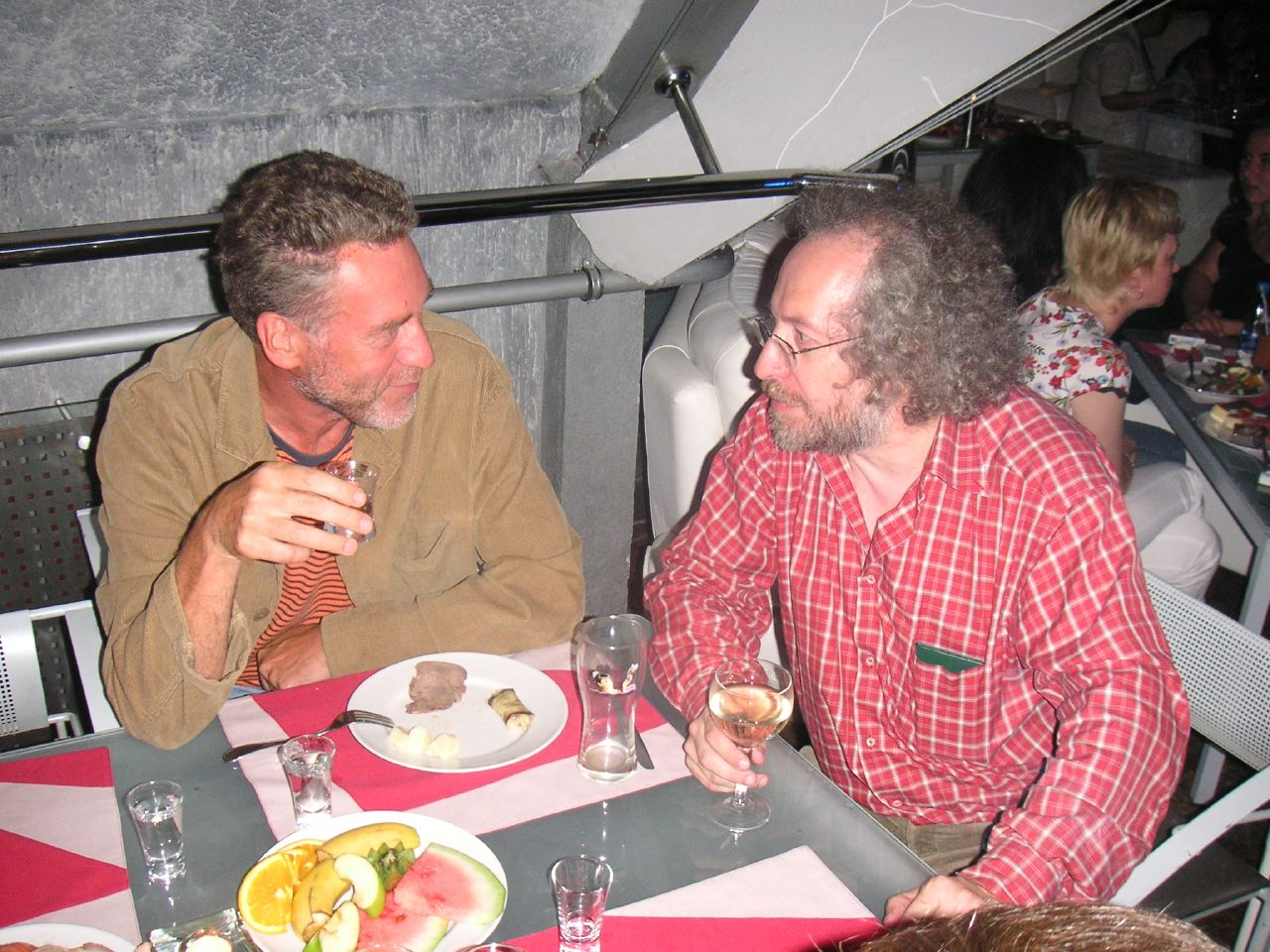
編集長のアレクセイ・ヴェネディクトフ（写真右）

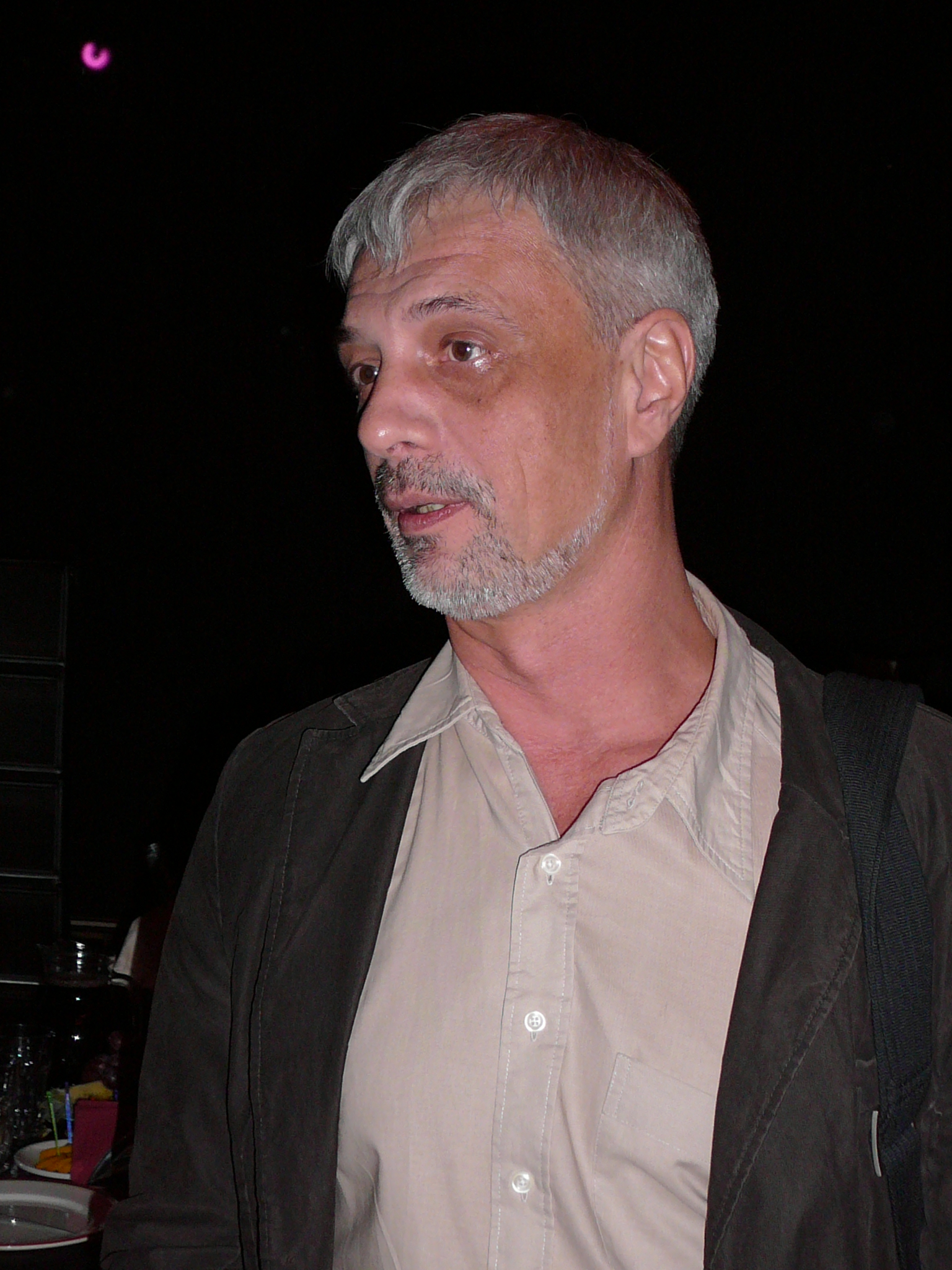
共同創設者で編集長のセルゲイ・コルズン

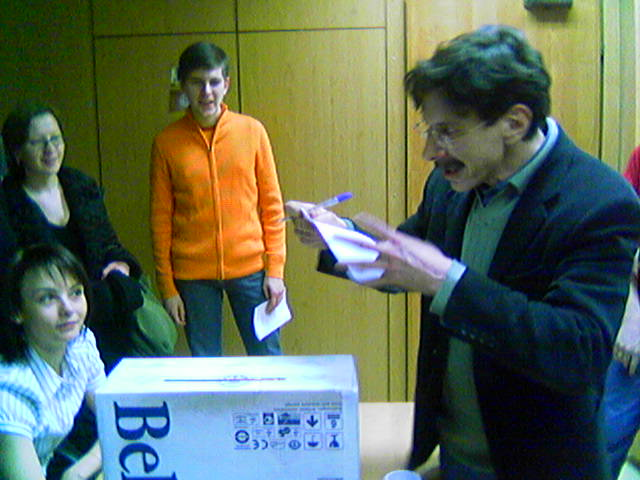
共同創設者のセルゲイ・ブントマン （写真右）

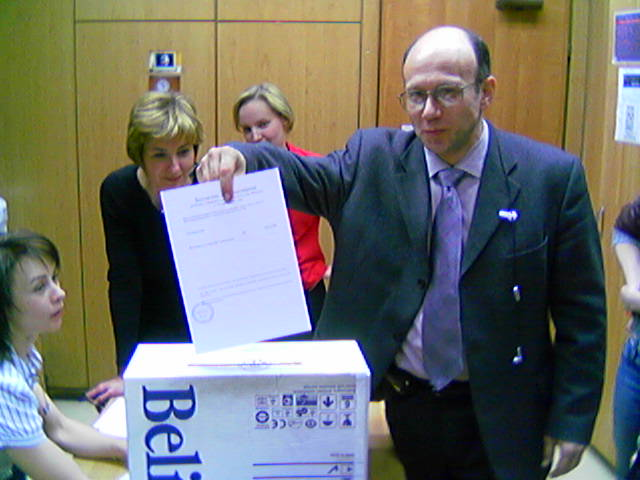
元局長のユーリ・フェディチノフ

モスクワのこだま（ロシア語: Э́хо Москвы́）は、モスクワに拠点を置くロシアのラジオ局である。多くのロシアの都市や旧ソ連圏（地方のラジオ局との提携）で放送されており、インターネット配信も行われている。現在の編集長はアレクセイ・ヴェネディクトフ。2022年3月3日の取締役会で解散が決定したが、編集サイドはSNS上での活動継続を表明している。
現在、元スタッフがYouTubeチャンネルやオンラインメディアを運営している(後述)。

## 概要
モスクワのこだまは1991年に勃発したソ連8月クーデターの際に有名になった。当時モスクワのこだまは国家非常事態委員会に反対した数少ないメディアの1つだった。 放送を中断を記した委員会の決定第3号は現在、局の記者によって名誉ある国家の賞と見なされている。  編集長のアレクセイ・ヴェネディクトフによると、KGB特殊部隊のアルファ部隊は局による送信機への接続を遮断しようと試みたが、局員はスタジオから電話回線を介して送信機に直接接続し放送を続けた 。  局ができた初日から、モスクワのこだまはある規則を固守している、「出来事についてのすべての重要な見解は放送されるべき 」と。  記者は冗談で局を「モスクワの耳」と呼んでいる。 
モスクワのこだまの大部分のコンテンツはニュースとトークショーで構成されており、局はそこで異なる視点を述べようとしている。  1998年以来、 アレクセイ・ヴェネディクトフは放送局の編集長を務めてきた。ラジオ局の司会者は、ヴィクトル・シェンデロヴィチ、ユリア・ラトゥニア、セルゲイ・パルホメンコ、アレクサンドル・ネブゾロフ、エフゲニア・アリバッツ、ヴラジーミル・カラ・ムルザ、ウラジーミル・ルイシコフ、エフゲーニー・ヤーシン、ソフィエ・シェヴァルナゼ。  2014年4月現在、ユリア・ラトゥニアは局で最も人気のあるプレゼンターである。  放送に加えて、モスクワのこだまは国際的および国内の政治問題、社会の発展および文化的傾向を含む様々な分野における分析的および事実的な資料を公表するウェブサイトを運営している。  記事は、有名な政治アナリスト、学術研究者、コラムニスト、および著名人によって書かれている。  ウェブサイトでの著者の中には、 ドミトリー・ブコフ、マトヴェイ・ガナポルスキー、アレクセイ・ナワリヌイ、 ヴィクトル・シェンデロヴィチ、その他多数の専門家がおり、彼らはそれぞれの専門分野で国内外で高い評価を得ている。  局のサイトは信頼できる情報源であり、その出版物はロシアの主要インターネット出版物やその他のメディアから定期的に引用され、信頼され、複製されている。 
2018年現在モスクワのこだまは、66％を保有するガスプロム・メディアが株式の過半数を所有しており、残りの34％はジャーナリストのスタッフが保有している。
モスクワでは約90万人、ロシアの他の地域では1800万人が毎日モスクワのこだまを聴いている。  TNS Global（モスクワ、2011年夏）によると、最も一般的なリスナーは、モスクワ市に住む40歳以上の高等教育を受けた中産階級および上位中産階級のロシア人であり、彼らはラジオ局の全リスナーの3分の1を占めている。  局の番組はオンラインストリーミングすることもでき、局のウェブサイトでテキスト、オーディオおよびビデオフォーマットでも利用が可能。  ウェブサイト自体には、毎日平均70万人が訪れている。 
2017年10月に、局は暴漢に侵入され、警備員が唐辛子スプレーを浴び、局のトップ・プレゼンターの一人であるタチアナ・フェルゲンガウナーが首を刺された。彼女の怪我は命にかかわるものだったが、適切な治療のおかげで全快することができた。  局は、「情報源からの報告」によれば件の暴漢はイスラエル人であると述べている  。 法医学的な専門知識により暴漢は妄想型統合失調症であると判断され、裁判所から強制的な治療を宣告された 。 
2022年3月1日、ロシア通信情報技術監督庁は同年2月に開始されたウクライナにおける軍事作戦に関する虚偽の情報を流したとして局のウェブサイトへのアクセスを遮断した。
ヴェネディクトフ編集長はSNS上で放送停止を伝えた上で違法行為は否定したが、3月3日には取締役会で解散を決定した。編集サイドはこれに反発し、SNS上での活動継続を表明している。モスクワで使用していた周波数91.2 FMはその後、ラジオ・スプートニクに取って代わられた。
以降、元編集長ヴェネディクトフを含む編集スタッフたちが、 YouTubeチャンネル「Living Nail」(Живой Гвоздь)で定期的に放送を行っている。サマラのスタジオのスタッフによって運営されているYouTubeチャンネルも継続している。
また、同年9月28日に元副編集長のマキシム・クルニコフがドーシチのYouTubeチャンネルに出演し、オンラインメディア「 ЭХО 」の設立を発表した。このオンラインメディアには元編集長のヴェネディクトフは関与しておらず、編集長はクルニコフが務めている。

## 批評家と論争
ガスプロムや他の株主は局の情報についての方針に介入せず、またそのようなことは許しもしないと述べた編集長の回答が2009年9月に多数ある。
2014年11月1日、局は、ウクライナについて放送した番組に「戦争犯罪を正当化する情報」が含まれていると、ロスコムナゾル（通信規制当局）から警告を受けた。   1年間に2回警告を受けたラジオ局は、閉鎖することができる。
2022年のウクライナにおける軍事作戦について、局は「侵攻」や「戦争」と表現しており、通信情報技術監督庁から削除の指示を受けた。

## 周波数
- アバカン -  71.06、104.2 FM
- バルナウル -  69.11 FM
- チェリャビンスク -  70.70、99.5 FM
- シカゴ（米国） - 1330 AM
- エカテリンブルク -  67.46、91.4 FM
- イジェフスク -  105.3 FM
- イルクーツク -  69.5 FM
- カザン -  105.8 FM
- クラスノヤルスク -  106.6 FM
- マハチカラ -  105.2 FM
- ミルニー（英語版） -  102.4 FM
- モスクワ -  91.2 FM
- ニジネヴァルトフスク -  107.0 FM
- ニジニ・ノヴゴロド -  107.4 FM
- オレンブルク -  101.3 FM
- オムスク -  70.55、105.0 FM
- ペンザ -  107.5 FM
- パーマ -  91.2 FM
- ロストフ・ナ・ドヌ - 69.44 FM
- サマーラ -  99.1 FM
- サンクトペテルブルク -  91.5 FM
- サラトフ 、 エンゲリス -  105.8 FM
- トリヤッチ -  107.9 FM
- トムスク -  105.0 FM
- チュメニ -  72.44 FM
- トヴェリ -  107.2 FM
- ウファ -  91.1 FM
- ウフタ -  105.0 FM
- ウラジカフカス 、 ベスラン -  102.8 FM
- ヴォログダ -  105.7 FM
- ヤロスラブリ -  106.5 FM
- ゼレノゴルスク -  71.06 FM